# Caterpillar D11
Caterpillar D11 je velik buldožer ameriškega podjetja Caterpillar Inc.. Primarno je zasnovan za premikanje zemlje, lahko pa dela tudi brazde. D11N so prestavili februaja 1986 kot naslednika D10. Z rezilom je lahko premikal 34 m3, kasnejše verzije 52,9 m3, verzija za premikanje premoga z U-rezilom 74,9 m3. 
D11N je poganjal ga je 770 konjski V-8 dizelski motor, D11R & D11R Carrydozer pa 850 konjski. D11N je bil težak 96,7 ton, Carrydozer pa 120 ton. Na voljo je več rezil: "S", "U" ali pa "S-U".
Njegov japonski konkurent je Komatsu D475 in D575A.Največji kdajkoli zgrajeni buldožer je bil Acco super buldožer z dvema motorja s skupno močjo 1300 KM, težak je bil 183 ton.
Skupaj so zgradili čez 3000 buldožerjev D11.